# Distretto di Sostro
Il distretto di Sostro (in sloveno Četrtna skupnost Sostro, pronuncia [ˈsoːstɾɔ]) o semplicemente Sostro è uno dei 17 distretti (mestna četrt) della città di Lubiana.